# Musikjahr 1666
Liste der Musikjahre

◄◄ | ◄ | 1662 | 1663 | 1664 | 1665 | Musikjahr 1666 | 1667 | 1668 | 1669 | 1670 | ► | ►►

Weitere Ereignisse
Dieser Artikel behandelt das Musikjahr 1666.

## Ereignisse
- In Bologna wird die Accademia Filarmonica gegründet. Sie wird zum Zentrum der Bologneser Schule in der Musik.
- Jean-Baptiste de Boësset und Jean-Baptiste Lully beenden ihre musikalische Zusammenarbeit, die seit 1653 bestand.
- Der evangelisch-lutherische Theologe Paul Gerhardt dichtet den Christnachtsgesang Kommt und laßt uns Christum ehren.
- König Karl II. von England ernennt Louis Grabu zum Master of the King’s Musick und eine Gruppe italienischer Musiker zu den „King’s Italian Music“.
- Heinrich Schütz komponiert die Matthäus-Passion und die Endfassung seiner Johannes-Passion.
- Im Auftrag des Landgrafen Ernst von Hessen-Rheinfels wird das Rheinfelsische Gesangbuch in Augsburg gedruckt.

## Instrumental- und Vokalmusik (Auswahl)
- Giovanni Maria Bononcini – Primi frutti del giardino musicale, op. 1, Venedig
- Dieterich Buxtehude
  - Alles, was ihr tut mit Worten oder Werken, BuxWV 4
  - Benedicam Dominum, BuxWV 113
- Johann Georg Ebeling – Morgen-Segen: Die güldne Sonne
- Paul Gerhard – Geistliche Andachten, Frankfurt an der Oder: Rösner; darin:
  - Die güldne Sonne voll Freud und Wonne
- John Playford – Musick’s Delight on the Cithren
- Heinrich Schütz
  - Matthäus-Passion, SWV 479
  - Johannes-Passion, SWV 481
- Jean-Baptiste Lully
  - Ballet des Muses, LWV 32 (Text: Benserade, 2. Dezember 1666)
  - Le triomphe de Bacchus dans les Indes, LWV 30 (Textdichter unbekannt, 9. Januar 1666)
- Pavel Josef Vejvanovský – Sonata a 5

## Musiktheater
- Antonio Maria Abbatini – Ione
- Antonio Draghi – La Mascherata
- Carlo Pallavicino – Demetrio
- Antonio Sartorio – Seleuco

## Geboren

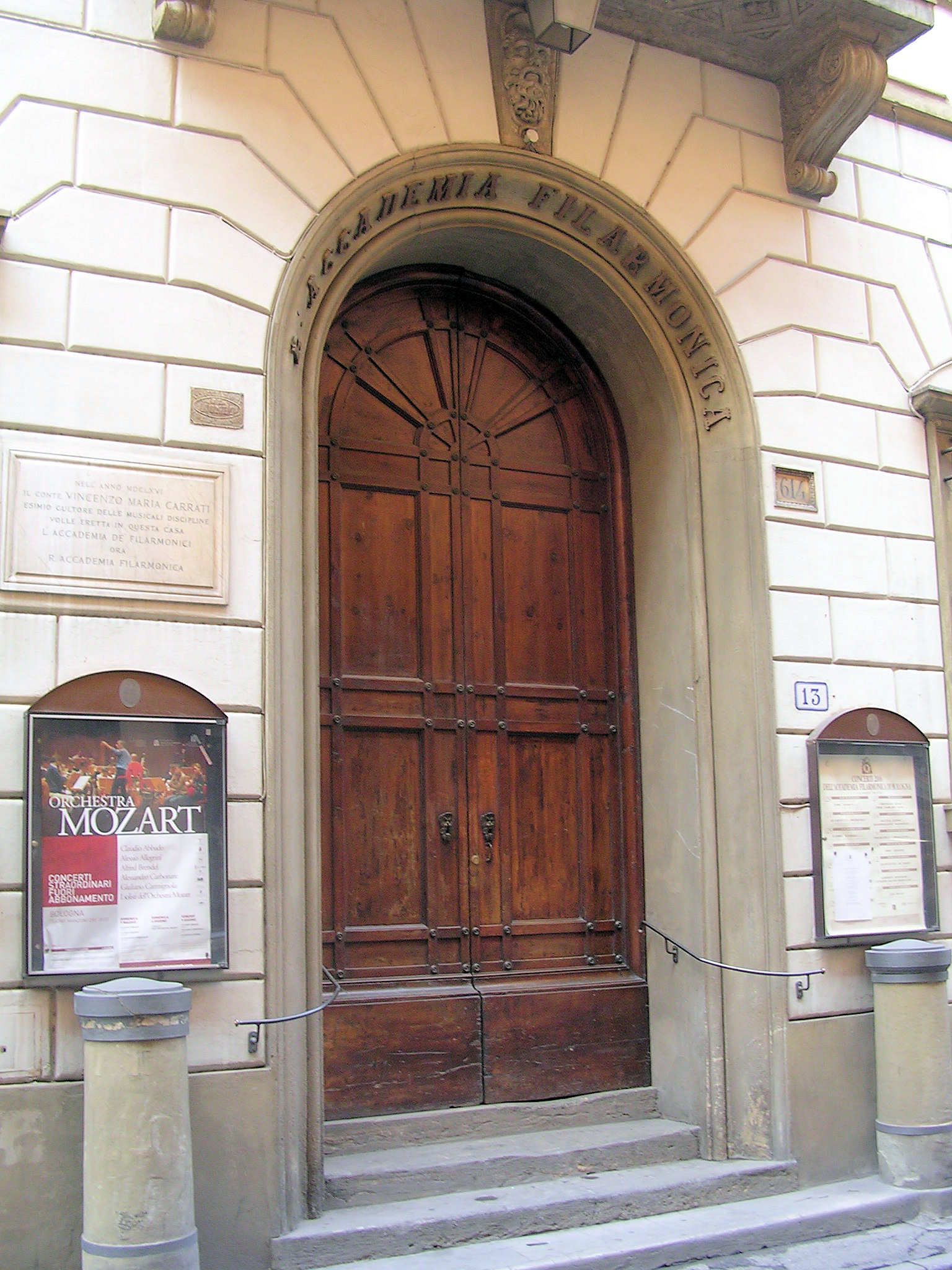
Palazzo Carrati in Bologna, Sitz der Accademia Filarmonica

### Geburtsdatum gesichert
- 03. Januar: Johann Christoph Egedacher, Salzburger Orgelbauer († 1747)
- 09. Januar: Johannes Köck, österreichischer Orgelbauer († 1721)
- 09. März: Johann Georg Rohr, Glockengießer in Heilbronn († 1722)
- 18. April: Jean-Féry Rebel, französischer Violinist und Komponist († 1747)
- 05. Mai: Johann Heinrich Buttstett, deutscher Organist und Komponist († 1727)
- 09. Juli: Johann Heinrich Büttner, deutscher Kantor, Historiker, Bibliothekar, Genealoge und Ratssekretär († 1745 oder 1746)
- 20. August: Alphonse d’ Eve, flämischer Komponist und Kapellmeister († 1727)
- 30. Oktober: Nicolaus Vetter, deutscher Organist und Komponist († 1734)
- 05. November: Attilio Ariosti, italienischer Komponist († 1729)
- 25. November: Giuseppe Giovanni Guarneri, italienischer Geigenbauer († 1739)
- 05. Dezember: Francesco Scarlatti, italienischer Violinist und Komponist († um 1741)

### Genaues Geburtsdatum unbekannt
- Michelangelo Faggioli, italienischer Jurist und Komponist († 1733)

### Geboren um 1666
- David Tecchler, deutscher Geigenbaumeister († 1747)
- Carlo Francesco Cesarini, italienischer Violinist und Komponist († 1741)

## Gestorben

### Todesdatum gesichert
- 24. Januar: Johann Andreas Herbst, deutscher Komponist (* 1588)
- 00. Januar: Francesco della Porta, italienischer Organist und Komponist (* um 1610)
- 24. Februar (bestattet): Nicholas Lanier, englischer Komponist, Sänger, Lautenist und Maler (* 1588)
- 15. März: Johannes Leib, deutscher Arzt, Jurist, Theologe, Dichter und Liederdichter (* 1591)
- 06. Mai: Paul Siefert, deutscher Organist und Komponist (* 1586)
- 29. Mai: Johannes Werlin, deutscher Benediktinerpater, Komponist und Liedsammler (* 1588)
- 30. Juni: Adam Krieger, deutscher Komponist und Kirchenmusiker (* 1634)

### Genaues Todesdatum unbekannt
- Tobias Weller, deutscher Orgelbauer (* unbekannt)